# Typhlodromus xini
Typhlodromus xini är en spindeldjursart som beskrevs av Wu 1983. Typhlodromus xini ingår i släktet Typhlodromus och familjen Phytoseiidae. Inga underarter finns listade i Catalogue of Life.